# Ligne Yonesaka
La ligne Yonesaka (米坂線, Yonesaka-sen) est une ligne ferroviaire exploitée par la East Japan Railway Company (JR East), dans les préfecture de Yamagata et Niigata au Japon. Elle relie la gare de Yonezawa à Yonezawa à la gare de Sakamachi à Murakami.

## Histoire
La ligne a été ouverte par étapes entre 1926 et 1936.

## Caractéristiques

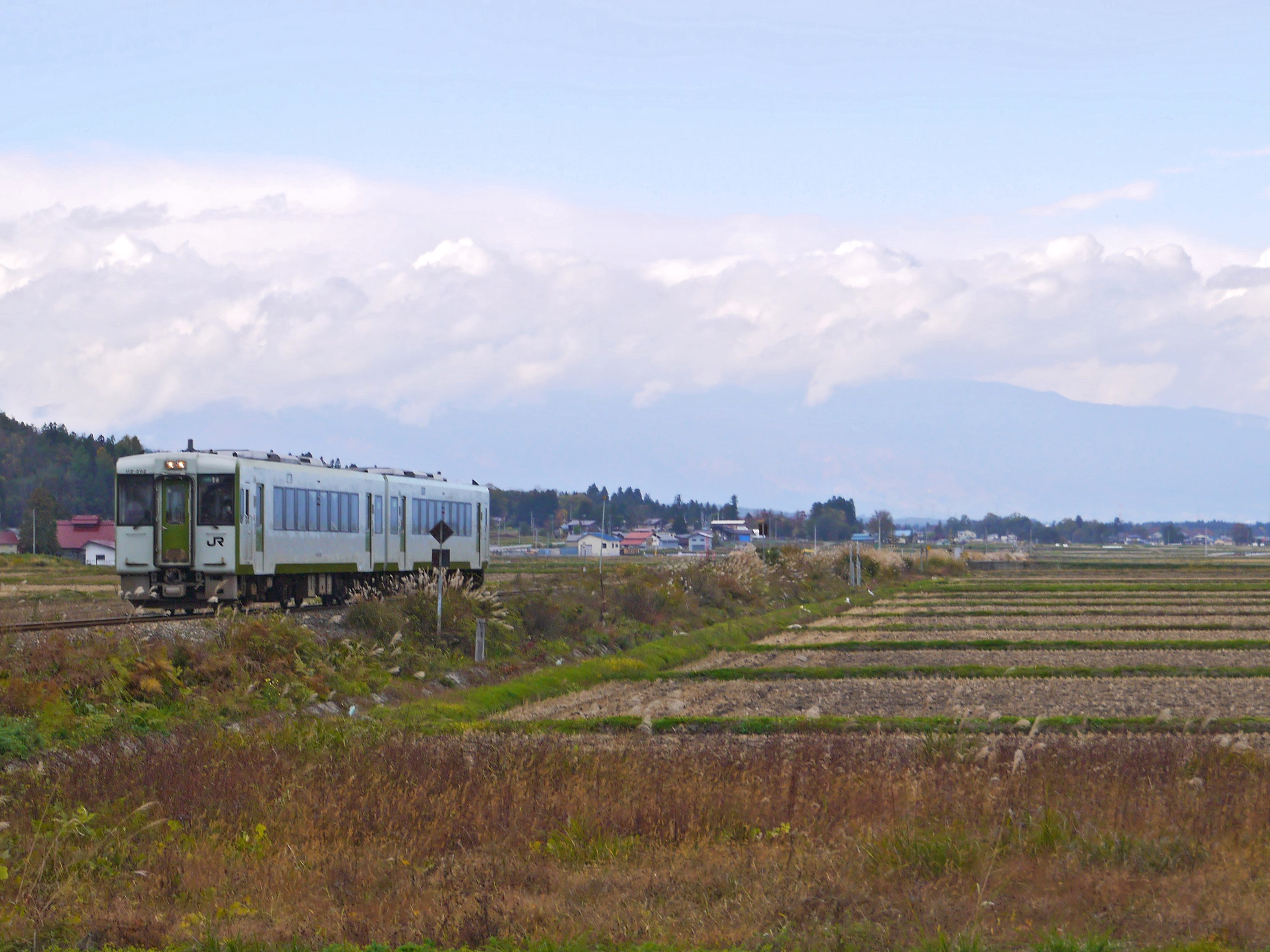
La ligne entre Narushima et Chūgun.

### Ligne
- Longueur : 90,7 km
- Écartement : 1 067 mm
- Nombre de voies : Voie unique

### Tracé
|  |

### Services et interconnexion
La ligne est parcourue par des trains omnibus.

### Liste des gares
| Gare             | Nom japonais | Distance depuis Yonezawa (km) | Correspondances                   | Localisation | Localisation           |
| ---------------- | ------------ | ----------------------------- | --------------------------------- | ------------ | ---------------------- |
| Yonezawa         | 米沢         | 0                             | JR East : Yamagata Shinkansen, Ōu | Yonezawa     | Préfecture de Yamagata |
| Minami-Yonezawa  | 南米沢       | 3,1                           |                                   | Yonezawa     | Préfecture de Yamagata |
| Nishi-Yonezawa   | 西米沢       | 6,5                           |                                   | Yonezawa     | Préfecture de Yamagata |
| Narushima (ja)   | 成島         | 9,6                           |                                   | Yonezawa     | Préfecture de Yamagata |
| Chūgun (ja)      | 中郡         | 12,5                          |                                   | Kawanishi    | Préfecture de Yamagata |
| Uzen-Komatsu     | 羽前小松     | 16,9                          |                                   | Kawanishi    | Préfecture de Yamagata |
| Inukawa          | 犬川         | 19,4                          |                                   | Kawanishi    | Préfecture de Yamagata |
| Imaizumi         | 今泉         | 23,0                          | Yamagata Railway : Flower Nagai   | Nagai        | Préfecture de Yamagata |
| Hagyū            | 萩生         | 27,3                          |                                   | Iide         | Préfecture de Yamagata |
| Uzen-Tsubaki     | 羽前椿       | 30,1                          |                                   | Iide         | Préfecture de Yamagata |
| Tenoko           | 手ノ子       | 34,7                          |                                   | Iide         | Préfecture de Yamagata |
| Uzen-Numazawa    | 羽前沼沢     | 43,9                          |                                   | Oguni        | Préfecture de Yamagata |
| Isaryō           | 伊佐領       | 50,0                          |                                   | Oguni        | Préfecture de Yamagata |
| Uzen-Matsuoka    | 羽前松岡     | 54,7                          |                                   | Oguni        | Préfecture de Yamagata |
| Oguni            | 小国         | 58,3                          |                                   | Oguni        | Préfecture de Yamagata |
| Echigo-Kanamaru  | 越後金丸     | 67,8                          |                                   | Sekikawa     | Préfecture de Niigata  |
| Echigo-Katakai   | 越後片貝     | 73,1                          |                                   | Sekikawa     | Préfecture de Niigata  |
| Echigo-Shimoseki | 越後下関     | 79,7                          |                                   | Sekikawa     | Préfecture de Niigata  |
| Echigo-Ōshima    | 越後大島     | 83,5                          |                                   | Sekikawa     | Préfecture de Niigata  |
| Sakamachi        | 坂町         | 90,7                          | JR East : Uetsu                   | Murakami     | Préfecture de Niigata  |

## Matériel roulant

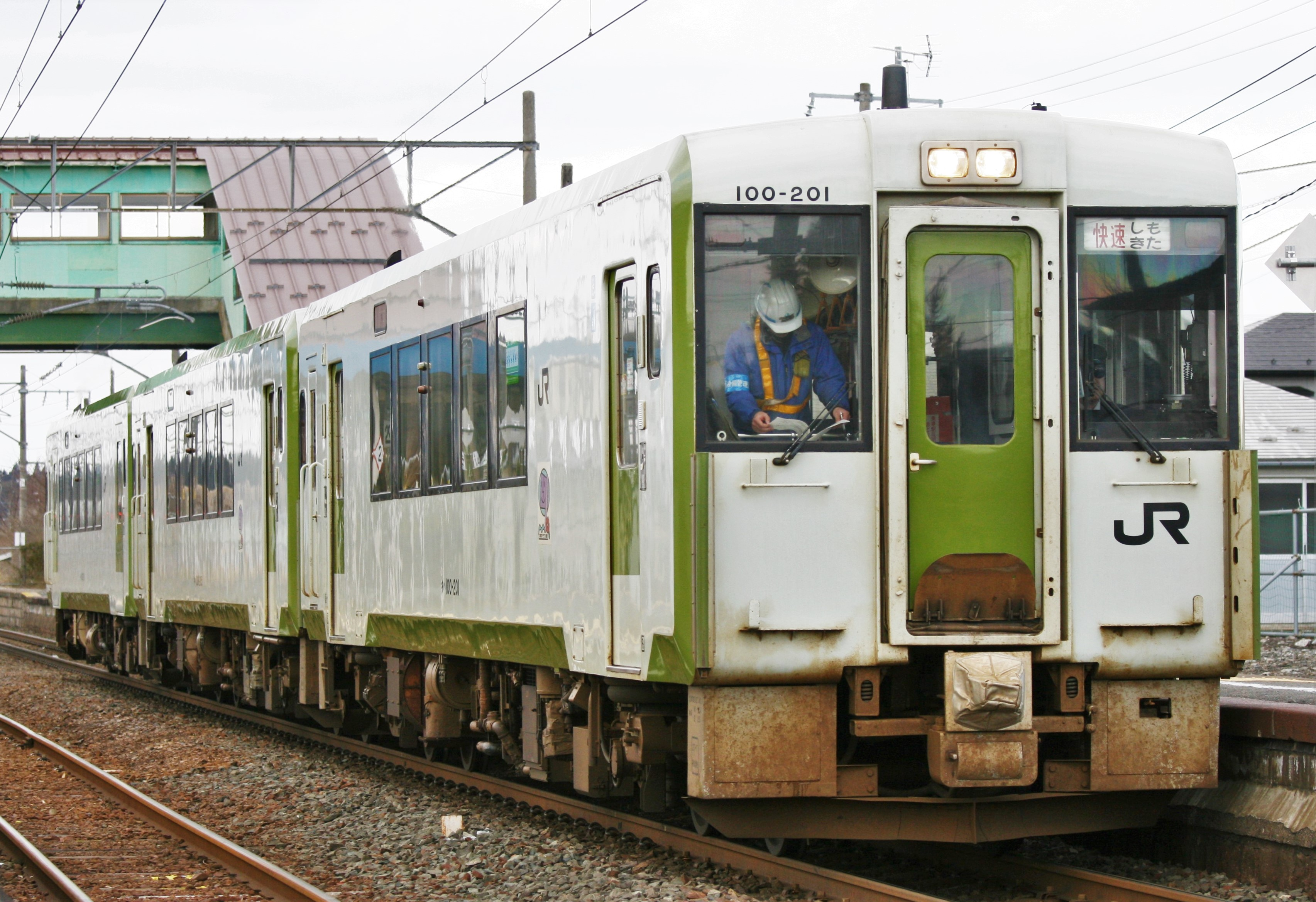
Série KiHa 110
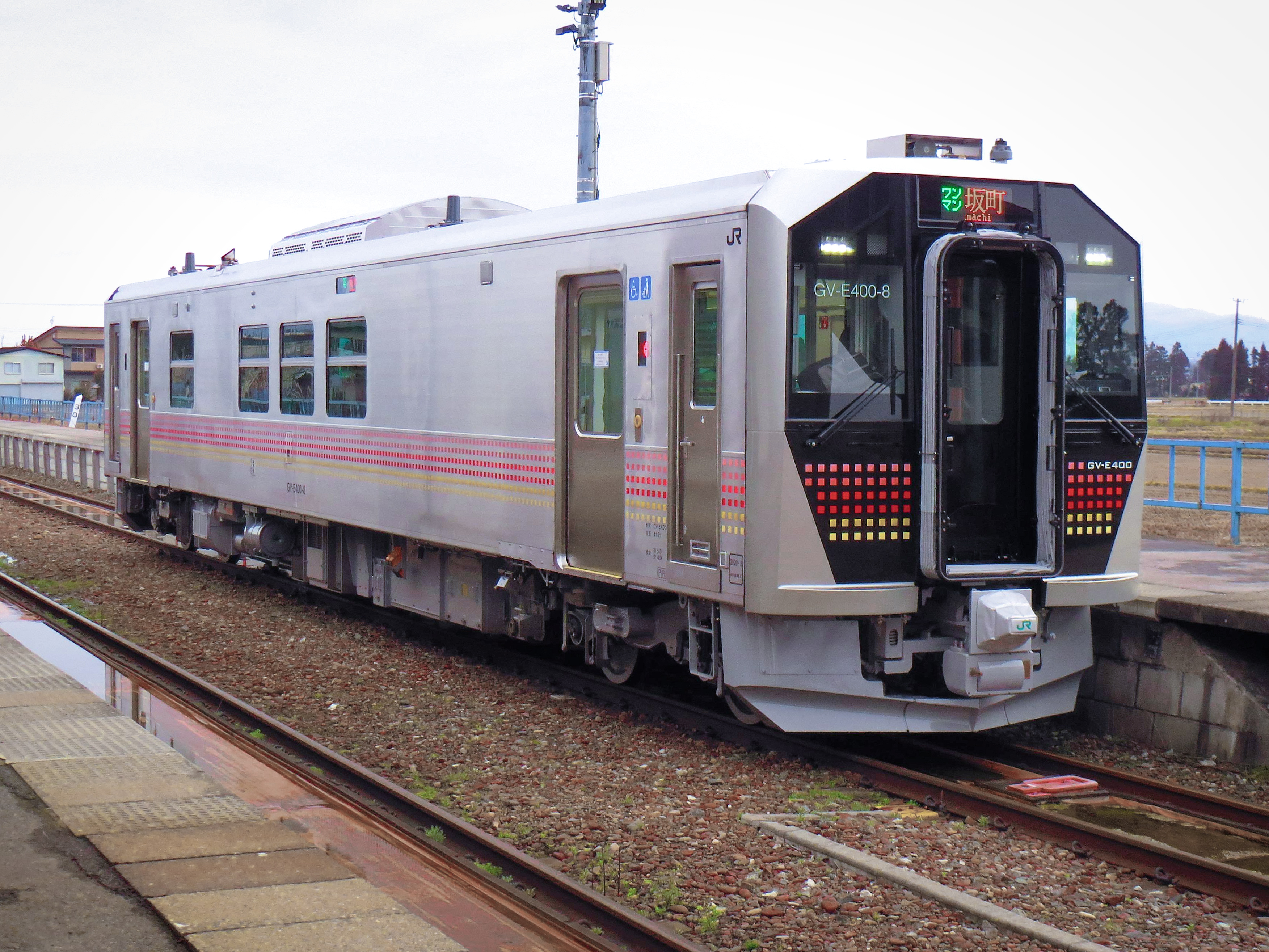
Série GV-E400